# Atima
Atima è un comune dell'Honduras facente parte del dipartimento di Santa Bárbara.
Il comune venne istituito il 18 settembre 1877.